# Menophra harutai
Menophra harutai är en fjärilsart som beskrevs av Inoue 1954. Menophra harutai ingår i släktet Menophra och familjen mätare. Inga underarter finns listade i Catalogue of Life.